# Поповка (Саратовский район)
Поповка — село в Саратовском районе Саратовской области России. С апреля 2021 года входит в состав городского округа Саратова.

## История
Русская деревня Поповка была основана в XVII веке (по другим данным в XVIII веке) помещиком Поповым на городских землях при реке Латрык. Во второй половине XVIII века крепостными крестьянами, проживающими здесь владел помещик Менчугов, также часть крестьян и угодий принадлежала казне.
В 1760 году был совершен чин освещения места под строительство Храма. История этого строения так и осталась неизвестной. Так как в 1790 году прихожане вновь объявили сбор средств на строительство храма. Была возведена деревянная церковь.
В год отмены крепостного права в селе насчитывалось 97 дворов, проживали 258 мужчин и 287 женщин. Работали два завода и мельница. Село было центром Поповской волости Саратовского уезда. В 1890 году была перестроена и расширена церковь. В эти же годы Поповка стала центром эпидемии холеры. К 1912 году в селе стали работать земская школа, больница, врачебный, ветеринарный и фельдшерско-акушерский пункты, почтовая контора. Крупные базары проводились в понедельник. В 1913 году земством был построен каменный мост через Латрык, а в 1916 году — просторная двухэтажная школа. Оба строения сохранились до настоящего времени.
В Советский период Поповка стала центром одноимённого сельсовета. Великая Отечественная война отняла жизни 108 жителей села. В 1935—1960 годах село входило в состав Широко-Карамышского района, после упразднения которого перешло к Саратовскому району.
В 1970-х годах работали колхоз имени Калинина и ферма Саратовского НИИ Юго-Восток. В 1997 году здесь насчитывалось 862 человека.

## Физико-географическая характеристика
Село расположено в юго-западной части Саратовского района, на берегу реки Латрык. Расстояние до административного центра села Рыбушка — 30 км, до областного центра составляет 31 км. С областным центром село связано автодорогой с твёрдым покрытием. Налажено автобусное сообщение.
Село Поповка, как и вся Саратовская область, находится в часовой зоне МСК+1. Смещение применяемого времени относительно UTC составляет +4:00.
Уличная сеть
В Поповке расположены девять улиц и три переулка. Также к населённому пункту относятся две территории производственных объектов.

## Население
| 2002 | 2010 |
| ---- | ---- |
| 869  | ↗989 |

В селе проживает:
| Численность по годам | Численность (чел.) | Количество домовладений |
| -------------------- | ------------------ | ----------------------- |
| 2016 год             | 1056               | 345                     |
| 2017 год             | 1056               | 345                     |
| 2018 год             | 1024               | 345                     |
| 2019 год             | 1024               | 280                     |

## Инфраструктура
На территории населённого пункта свою деятельность осуществляют:
- общеобразовательная школа[12],
- детский сад[13],
- дом культуры,
- библиотека, книжный фонд которой составляет 5092 экземпляра, оформлена подписка на 24 наименований периодических изданий. Пользуются учреждением 500 человек[14];
- амбулатория[15].

В селе работают предприятия розничной торговли, одно почтовое отделение. Село газифицировано, имеется центральный водопровод. Установлены и действуют детская и спортивная площадки.

## Достопримечательности
- На территории населённого пункта установлен монумент погибшим воинам в годы Великой Отечественной войны.
- Среди сохранившихся в Поповке дореволюционных построек наиболее интересными являются здание школы, больницы и моста через реку Латрык[5];
- Храм Покрова Пресвятой Богородицы села Поповка. В настоящее время установлено временное сооружение[18].
- Западнее села Поповка расположен живописный памятник природы — лес Поповские сосняки. Возраст отдельных деревьев достигает 200 лет. Памятник природы представляет собой редко встречающиеся в области полновозрастные сосновые насаждения естественного и искусственного происхождения[19][20].

## Событие
Ежегодно в окрестностях села Поповка, на большой поляне, среди хвойных лесов и извилистых рек, организуется фестиваль «Хаски детям». Проводятся соревнования по бесснежным дисциплинам ездового спорта. Во время события, организуется ярмарка, где жители соседних сёл продают натуральные продукты, различные поделки и сувениры.
Территория выбрана не случайно, так как именно здесь поблизости размещается питомник «Dog Winter», в котором вот уже несколько лет разводят собак породы сибирской хаски.

## Транспорт
В Поповку можно добраться на маршруте общественного транспорта 291 со Стадиона «Волга», ежедневно организовано до трёх рейсов.

## Фотогалерея

### Село на фотографиях
- Виды села
- Школа
- Магазин
- Дом культуры
- Детский сад
- Сельская больница

### Достопримечательности села
- Достопримечательности села
- Мемориал Героям войны
- Списки погибших
- Мост
- Храм
- Улица Центральная